# Dilgo Khyentse Rinpoché
Rinpoché
Jamyang Khyentse Wangpo Khyentsé Yangsi Rinpoché
Dilgo Khyentsé Rinpoché  (tibétain : དིལ་མགོ་མཁྱེན་བརྩེ་, Wylie : dil mgo mkhyen brtse) (12 avril 1910, Dergué, Kham, Tibet oriental- 27 septembre 1991, Thimphou, Bhoutan) est un maître du bouddhisme tibétain, un lettré, un poète, un enseignant, un tertön, et le chef de l'école Nyingma du bouddhisme tibétain entre 1987 et 1991. Il était considéré comme l'héritier spirituel de Jamyang Khyentsé Chökyi Lodrö.

## Biographie

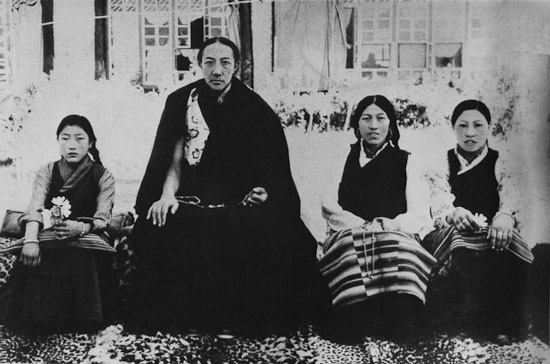
Dilgo Khyentse Rinpoché et son épouse, Khandro Lhamo, entourés de leurs deux filles.

Dilgo Khyentsé Rinpoché fut nommé Tashi Peldjor par Mipham Rinpoché et sera reconnu comme l’incarnation du 1er Khyentsé, Jamyang Khyentse Wangpo (1820-1892).
Son père, ministre du roi de Dergué, dans la région du Kham au Tibet, désirait qu’il prenne sa succession, mais l’enfant était plus attiré par la spiritualité. Son père accepta finalement de l'envoyer à 11 ans au monastère de Shéchèn où il devint disciple de Shéchèn Gyaltsap. Il reçut les enseignements de Khenpo Shenga du monastère de Dzogchen. De l'âge de 15 à 28 ans, il demeura en retraite dans des ermitages et grottes à Denkhok, puis devint l’un des disciples de Jamyang Khyentsé Tchokyi Lodrö, autre incarnation de Khyentsé Wangpo.
En 1959, après le départ du 14e dalaï-lama à la suite du soulèvement tibétain de 1959, Khyentsé Rinpoché, sa femme Khandro Lhamo et leurs 2 jeunes filles, son frère le 9e Sangyé Nyenpa Rinpoché et Tenga Rinpoché durent quitter leur terre natale et s'exilèrent au Bhoutan. À la demande de la famille royale du Bhoutan, Khyentsé Rinpoché s'y installa comme professeur dans une école près de la capitale Thimphou.
Dilgo Khyentsé Rinpoché fut un très grand maître de l'école Nyingma et l'un des maîtres du 14e dalaï-lama. Après le décès de Dudjom Rinpoché, survenu en 1987, Dilgo Khyentsé Rinpoché devint le chef spirituel des Nyingmapas.
Grand pratiquant et tertön, Dilgo Khyentsé Rinpoché fut aussi un grand écrivain très prolifique. Il visita l’Asie, les États-Unis, l’Europe dont la France (Dordogne). Matthieu Ricard fut un disciple de Khyentsé Rinpoché depuis le début des années 1980 et l'a accompagné lors de son premier retour au Tibet. Il transmit d’innombrables enseignements à ses très nombreux disciples. Ses écrits et ses termas furent rassemblés en 25 volumes.
En 1991, à la suite de son décès survenu au Bhoutan, où il était le maître spirituel de la famille royale, des représentants du gouvernement tibétain en exil et Thubten Ngodup furent invités très officiellement au Bhoutan pour la cérémonie de crémation de Dilgo Khyentsé Rinpoché en novembre 1992 dans la vallée de Paro. Les représentants incluaient Samdhong Rinpoché, alors président du Parlement tibétain, Kalsang Yeshi, alors ministre des Affaires culturelles et religieuses, et Karma Gelek, Secrétaire du ministère.
Conformément à ses vœux, la dépouille sacrée de Dilgo Khyentsé Rinpoché a été incinérée selon les rites de la crémation traditionnelle, source de bénédictions pour tous ses disciples présents. Cinquante mille fidèles bhoutanais désiraient toucher les flancs du véhicule mortuaire, pour recevoir la grâce du maître défunt.
Le 14e dalaï-lama déclara : « Khyentsé Rinpoché était un modèle pour tous les héritiers de la doctrine bouddhiste, et l'on ferait une grave erreur en se contentant d'admirer ses connaissances, sa sagesse et son accomplissement extraordinaire sans essayer de suivre son exemple et d'acquérir des qualités semblables aux siennes. Les enseignements du Bouddha peuvent apporter énormément à tous les êtres, non seulement à ceux qui y consacrent entièrement leur vie, mais également à ceux qui mènent une vie de famille. Nous tous, nous devons faire de notre mieux pour les mettre en pratique et suivre les traces des grands maîtres. »

## Réincarnation de Dilgo Khyentsé Rinpoché

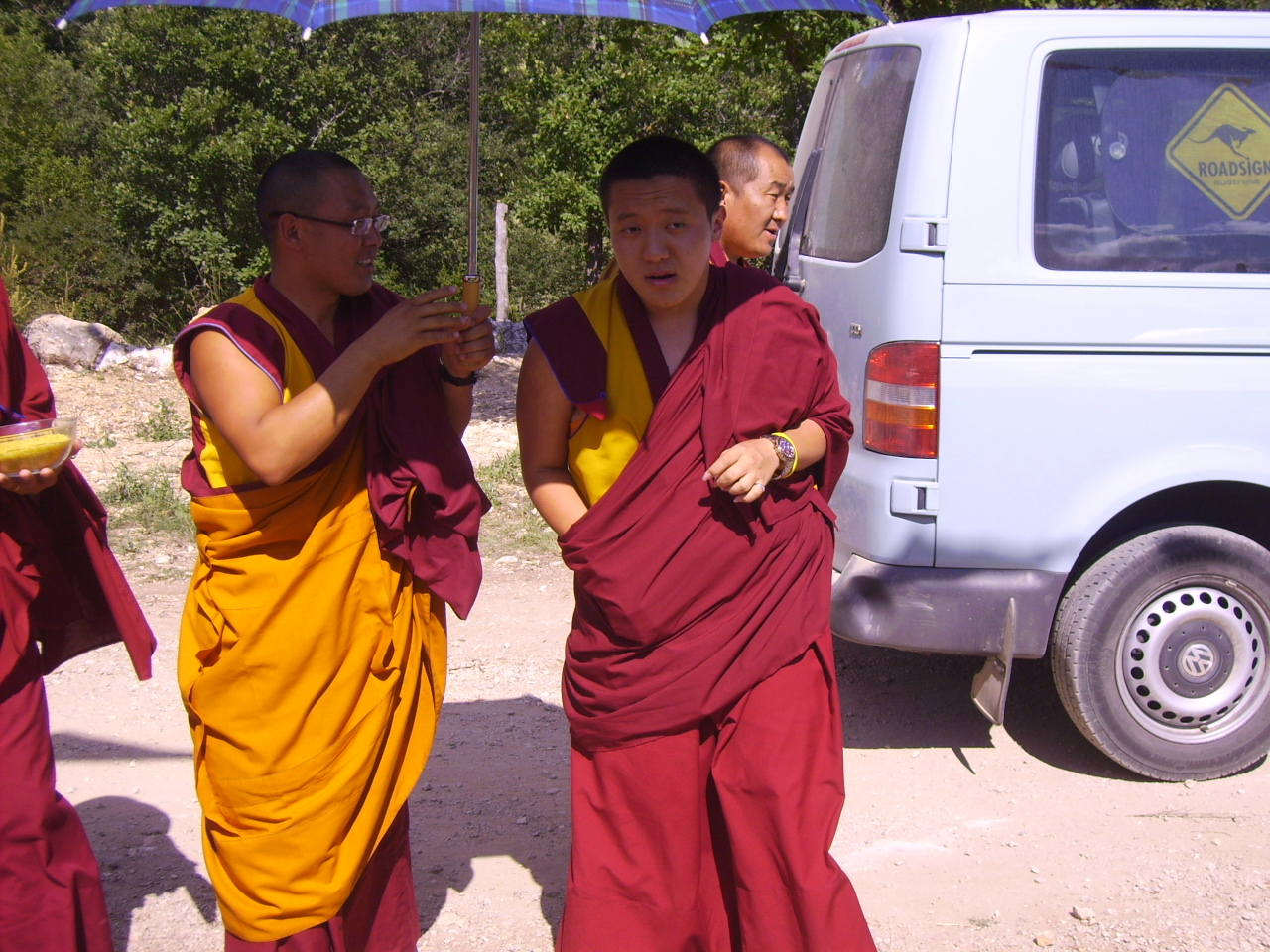
Yangsi de Dilgo Khyentsé à Nyima Dzong

Khyentsé Yangsi Rinpoché a été reconnu par Trulshik Rinpoché, disciple le plus accompli de Dilgo Khyentsé Rinpoché, comme la réincarnation de Dilgo Khyentsé Rinpoché. Khyentsé Yangsi Rinpoché est né le 30 juin 1993 au Népal. Le 14e dalaï-lama confirma qu’il s’agissait bien de la réincarnation de Dilgo Khyentsé Rinpoché.
Khyentsé Yangsi Rinpoché réside actuellement au Bhoutan, où il suit un cursus de neuf ans d'étude de philosophie bouddhiste ; il apprend également l’anglais. Il se rend au Népal à l’occasion du nouvel an tibétain (Losar), notamment au monastère de Shéchèn. Il s'est rendu pour la première fois en Occident au cours de l'été 2010.
Rabjam Rinpoché et Trulshik Rinpoché lui donnent les enseignements et les initiations détenus par son prédécesseur.

### Œuvres
- Dilgo Khyentse Rinpoché, Le trésor du cœur des êtres éveillés, traduction du tibétain Matthieu Ricard, Seuil, coll. "Points Sagesses", 1997, 272 p.  (ISBN 2-02-022777-0)
- Dilgo Khyentse Rinpoché, La fontaine de grâce. La pratique du yoga du maître selon la tradition de l'Essence du cœur de l'immensité, traduction du tibétain Matthieu Ricard, Éd. Padmakara, 1995, 168 p.  (ISBN 2-906949-11-6)
- Dilgo Khyentse Rinpoché, Au seuil de l'Éveil. D'après 'L'excellente voie de l'éveil' de Djamyang Khyentsé Wangpo, trad. du tibétain Matthieu Ricard, Éd. Padmakara, 1991, 131 p.  (ISBN 2-906949-04-3)
- Dilgo Khyentse Rinpoché, Au cœur de la compassion, trad. du tibétain Matthieu Ricard, Éd. Padmakara, 1995 (commentaire des Trente-sept stances sur la pratique des Bodhisattvas).
- Dilgo Khyentse Rinpoché, Audace et compassion. L'entraînement de l'esprit en sept points selon Atisha, Éd Padmakara, 1993, 125 p.  (ISBN 2-906949-06-X)
- Dilgo Khyentse Rinpoché, Les cent conseils de Padampa Sangyé, traduction du tibétain Matthieu Ricard, Éd. Padmakara, 2000, 125 p.  (ISBN 2-906949-23-X). "Le maître et yogi indien Padampa Sangyé était un grand voyageur. Les chroniques rapportent qu'il franchit la frontière népalo-tibétaine en l'an 1091."

### Études
- Matthieu Ricard, L'esprit du Tibet. La vie et le monde de Dilgo Khyentsé, maître spirituel, Seuil, coll. "Points Sagesses", 2001, 166 p.   (ISBN 2020497689)
- Dilgo Khyentsé Rinpotché, Saint-Léon-sur-Vézère, Éd. Padmakara, 1990, 15 p.